# Saint-Illiers-le-Bois
Saint-Illiers-le-Bois – miejscowość i gmina we Francji, w regionie Île-de-France, w departamencie Yvelines.
Według danych na rok 1990 gminę zamieszkiwało 297 osób, a gęstość zaludnienia wynosiła 68 osób/km² (wśród 1287 gmin regionu Île-de-France Saint-Illiers-le-Bois plasuje się na 928. miejscu pod względem liczby ludności, natomiast pod względem powierzchni na miejscu 724.).